# HMT Gulland
El HMT Gulland fue un arrastrero de la clase Isles construido para la Marina Real Británica durante la Segunda Guerra Mundial para diversas tareas, incluida la patrulla antisubmarina. Fue botado, incluido en la lista de descartes después de la guerra y vendido a propietarios belgas en marzo de 1946.

## Diseño
Los barcos de la clase Isles tenían 164 pies (50,0 m) de largo, con una manga de 27 pies 8 pulgadas (8,4 m) y un calado de 11 pies 1 pulgada (3,4 m) en carga profunda. Desplazaban 545 toneladas largas (554 toneladas) en carga normal, que aumentaban a 770 toneladas largas (780 t) en carga profunda. Una sola caldera cilíndrica alimentaba vapor a un motor de vapor de triple expansión que impulsaba un solo eje de hélice . El motor tenía una potencia nominal de 850 caballos de fuerza indicados (630  kW ), lo que daba a los barcos una velocidad de 12,25 nudos (22,69 km/h; 14,10 mph). Transportaban hasta 183 toneladas largas (186 t) de carbón y tenían una dotación de 35 a 40 oficiales y marineros.

## Hundimiento
El año siguiente, el barco cambió de manos y fue rebautizado como Henken y dos años más tarde vendido a Arab Navigation & Transport Co. en Adén y rebautizado como Arab Trader. El 13 de abril de 1951, el barco encalló a tres millas al norte de Mombasa, Kenia, durante un viaje de Adén a Mauricio con un cargamento de lentejas. En un día o dos, el fuerte mar inundó la sala de máquinas y calderas, y el naufragio se asentó en el arrecife con la cubierta principal inundada por la marea alta. 
Con un cargamento que ahora no tenía valor y nadie en Mombasa capaz de rescatar el barco, fue abandonado como pérdida total. El naufragio se rompió en el oleaje y en una fecha posterior los restos fueron demolidos con explosivos. Lo que quedó del pecio del naufragio fue redescubierto en la década de 1970 en una marea extremadamente baja frente al Reef Hotel que consistía en una pila de placas de acero y maquinaria en el borde del arrecife en su ubicación actual.